# Česká baseballová extraliga 2012
Česká baseballová extraliga v roce 2012 byla dvacátým ročníkem české nejvyšší soutěže v baseballu. Po roční přestávce vítězil, celkově již posedmnácté, tým Draci Brno. Před začátek soutěže z ní odstoupil dlouholetý účastník  MZLU Express Brno, který nahradili Skokani Olomouc, původně sestupující tým. 
Po základní části, v níž každý tým sehrál 35 utkání, následovalo play-off nejlepších čtyřech týmů. V semifinále a finále se hrálo na tři vítězná utkání. Draci Brno dominovali jak v základní tak i vyřazovací části. 

## Konečné pořadí
| Poř. | Tým             |
| ---- | --------------- |
| 1.   | Draci Brno      |
| 2.   | Eagles Praha    |
| 3.   | Technika Brno   |
| 4.   | Kotlářka Praha  |
| 5.   | Hroši Brno      |
| 6.   | Arrows Ostrava  |
| 7.   | Skokani Olomouc |
| 8.   | Olympia Blansko |

## Pořadí po základní části
| Poř. | Tým                | Záp. | V  | P  | Skóre   | Body |
| ---- | ------------------ | ---- | -- | -- | ------- | ---- |
| 1.   | Draci Brno         | 35   | 25 | 10 | 289:162 | 714  |
| 2.   | Technika Brno      | 35   | 24 | 11 | 296:204 | 686  |
| 3.   | Eagles Praha       | 35   | 21 | 14 | 234:180 | 600  |
| 4.   | Kotlářka Praha     | 35   | 20 | 15 | 241:176 | 571  |
| 5.   | Arrows Ostrava     | 35   | 18 | 17 | 238:281 | 514  |
| 6.   | Cardion Hroši Brno | 35   | 17 | 18 | 252:244 | 486  |
| 7.   | Skokani Olomouc    | 35   | 15 | 20 | 200:256 | 429  |
| 8.   | Olympia Blansko    | 35   | 0  | 34 | 118:365 | 0    |

## Play-off
|  | Semifinále | Semifinále     | Semifinále |  |  | Finále | Finále       | Finále |
|  |            |                |            |  |  |        |              |        |
|  |            | Draci Brno     | 3          |  |  |        |              |        |
|  |            | Kotlářka Praha | 1          |  |  |        |              |        |
|  |            |                |            |  |  |        | Draci Brno   | 3      |
|  |            |                |            |  |  |        | Eagles Praha | 1      |
|  |            | Technika Brno  | 2          |  |  |        |              |        |
|  |            | Eagles Praha   | 3          |  |  |        |              |        |

Semifinále
- Draci Brno – Kotlářka Praha 3:1 (5:4, 10:4, 7:8, 8:7)
- Technika Brno – Eagles Praha 2:3 (10:7, 8:14, 9:7, 2:5, 4:11)

Finále
- Draci Brno – Eagles Praha 3:1 (6:3, 6:8, 18:6, 1:0)

## Sestava mistrovského týmu Draci Brno
Martin Veselý, Radek Procházka, Jakub Hajtmar, Pavel Budský, Tomáš Polanský, Karel Hrušovský, Petr Minařík, Martin Schneider, Radim Chroust, Michal Ondráček, Tomáš Červinka, Vojtěch Jelínek, Michael Kremláček, Arnošt Dubový, Přemek Chroust, Jakub Ižold, Dmitri Derhak Alexander Edward, Jan Tomek, Jan Felkl, Thomas Brice, Michal Břeň, Michal Sobotka